# Шкільний бал 2: Привіт Мері Лу
Шкільний бал 2: Привіт Мері Лу (англ. Hello Mary Lou: Prom Night II) — канадський фільм жахів.

## Сюжет
У 1957 році дівчина на ім'я Мері Лу Малоні відкинула свого хлопця Білла Нордхема заради іншого, який згодом став священиком. На шкільному балу її вибрали королевою балу. Але Білл, рухомий спрагою помсти, піднявся на дах над сценою, де Мері Лу приміряла діадему і скинув на неї димову шашку. З'явився вогонь, який в одну мить охопив полум'ям сукню Мері Лу, і вона загинула. Минуло тридцять років. Спокійна і мила дівчина Віккі збирається стати королевою випускного балу. Вона знаходить на шкільному складі сукню і діадему, які належали Мері Лу. Поступово Віккі стає жорсткіша і грубіша.

## У ролях
- Майкл Айронсайд — Білл Нордхем
- Венді Ліон — Віккі Карпентер
- Луїс Феррейра — Крейг Нордхем
- Ліза Шраг — Мері Лу Малоні
- Річард Монетт — Отець Купер
- Террі Хоукс — Келлі Хенненлоттер
- Брок Сімпсон — Джош
- Беверлі Хендрі — Моніка Вотерс
- Бет Гондек — Джесс Браунінг
- Венделл Сміт — Волт Карпентер
- Джуді Мебей — Вірджинія Карпентер
- Стів Еткінсон — молодий Біллі Нордхем
- Роберт Льюїс — молодий Бадді Купер
- Лорретта Бейлі — Мері Лу, (створіння)